# مرغ پابزرگ
مرغ پابزرگ یا مرغ پشته‌ساز یا مگاپود (به انگلیسی: Megapode) گونه‌ای از پرندگان بومی استرالیا است. مرغ پابزرگ در راسته ماکیان‌سانان قرار دارد و به بوقلمون بسیار شبیه هستند ولی جثه‌شان از آنها کوچکتر است (جثه اش به اندازه یک مرغ خانگی است)؛ مگاپود در بهار و تابستان هر چند روز یک تخم می‌گذارد.

## جوجه‌کشی
معروفیت مرغ پابزرگ بیشتر از آن جهت است که وی بر خلاف دیگر پرندگان جوجه‌هایش را با خوابیدن بر تخم و گرم کردن با حرارت بدن به دنیا نمی‌آورد و از سامانه جوجه‌کشی طبیعی استفاده می‌کند. تخم‌های این پرنده بسیار بزرگ است و زرده آن حجمی حدود ۵۰ تا ۷۰ درصد تخم را در بر می‌گیرد. حدود ۲۰ تا ۲۵ عدد از تخم‌های این پرنده وزنی معادل یا بیشتر از خود پرنده می‌یابد و به همین علت پرنده قادر به گرم کردن تخم‌ها با حرارت بدنش نیست و ناگزیر است از طبیعت در این زمینه کمک بگیرد.
این پرنده شش ماه قبل از زمان تخم‌گذاری آمادهٔ «پرورش نسل بعد از خود» می‌شود. نخست گودالی به قطر سه متر و عمق یک و نیم متر با پاهای بزرگ و نیرومند خود حفر می‌کند. این گودال در فصل زمستان مقداری باران درون خود جای می‌دهد. مگاپود، برگ‌ها و گیاهان مرطوب صحرا را جمع‌آوری کرده و در گودال می‌ریزد. این برگ‌ها با کمک باکتری‌های موجود در فضا و آب می‌پوسد. این پوسیدگی که تقریباً شبیه سوختن است، ایجاد گرما می‌کند.
کمی قبل از رسیدن فصل بهار، پرنده نر، روزی چند بار به این گودال سر می‌زند و مواد داخل آن را به هم می‌زند تا حرارت گودال در ۳۳ درجه ثابت بماند؛ و گرما و بخار زاید آن خارج شود. در نخستین روزهای بهار، پرنده ماده در این محل تخم می‌گذارد. روی تخم‌ها را با برگ‌های پوسیده می‌پوشاند و خارج می‌شود.
چند روز دیگر، برای گذاردن تخم دوم بازمی‌گردد و همین‌طور هر چند روز، یک تخم می‌گذارد.
نگهداری از تخم‌ها را پرنده نر پذیرفته‌است. او در تمام این مدت می‌کوشد تا حرارت گودال را در ۳۳ درجه نگاه دارد. چون اگر حرارت کمی بیشتر یا کمتر شود تخمها به جوجه تبدیل نمی‌شود.
پرنده نر برای تنظیم حرارت، دریچه‌ها و سوراخ‌هایی برای دستگاه خود گذارده‌است. اگر درجه حرارت از حد مطلوب بالاتر رود دریچه‌ها و سوراخ‌ها را باز می‌کند و هنگامی که حرارت پایین آمد، سوراخ‌ها را می‌بندد. مثلاً شب‌های بهاری که هوا سردتر است، دریچه‌ها را می‌بندد تا حرارت محفوظ بماند و بر عکس، روزها دریچه‌ها را باز می‌کند.
اما کار این مگاپود، به همین‌جا پایان نمی‌پذیرد.
هوای گرم تابستان و گرمای سوزان صحرای استرالیا در پیش است و این خطر، جوجه‌هایی را که هنوز سر از تخم بیرون نیاورده اند، تهدید می‌کند. برای حل این مشکل، پرندهٔ نر سطح خارجی دستگاه خود را با قشری از شن می‌پوشاند و هر چه هوا گرم تر می‌شود بر ضخامت شن می‌افزاید.
صبحگاهان که هوا کمی خنک می‌شود و نسیم می‌وزد، با سرعت و چابکی شن‌ها را روی زمین پهن می‌کند تا خنک شوند. سپس آنها را درون گودال می‌ریزد تا شن‌های خنک شده، برای تخم‌ها سپر باشند و آنها را از گرمای آفتاب محفوظ بدارند. پس از مدتی، جوجه‌ها به نوبت یکی پس از دیگری سر از تخم بیرون می‌آورند. با زحمت از گودال بیرون می‌آیند و پس از استراحت کوتاهی بیرون می‌آیند؛ و دیگر به پرستاری و نگهداری مادر نیازی ندارند.
با فرا رسیدن پاییز، گرمای هوا در روز، کم می‌شود و شب‌ها سرد می‌گردد و گرمای حاصل از پوسیدگی برگ‌ها رو به کاهش می‌رود. این‌ها مشکلاتی است که این پرنده برای تولد آخرین جوجه‌هایش با آنها روبروست.
مگاپود در روزهای پاییز تخم‌ها را بالا می‌آورد و فقط با مقدار کمی از برگ‌های پوسیده می‌پوشاند تا با حرارت خورشید گرم شوند.
مگاپود، در کنار لانه، شن‌ها را جلوی آفتاب پهن می‌کند تا گرم شوند و نزدیک غروب با کوشش و سرعتی برق آسا روی گودال را با شن‌های گرم می‌پوشاند و بدین گونه حرارت لازم را برای جوجه‌هایش فراهم می‌کند.

## ادبیات
در کتاب فارسی پایهٔ پنجم دبستان در دههٔ ۶۰ خورشیدی، درسی وجود داشت تحت عنوان بوقلمونی به نام مگاپود که در رابطه با زندگی این پرنده و شیوهٔ تولید مثل و تخم‌گذاری آن بود.